# Prisão Mile 2
A Prisão Mile 2 é uma notória instituição penal presente no país da Gâmbia na África Ocidental, localizada na capital de Banjul. A instalação é famosa por suas condições sombrias, tortura por parte dos guardas e seu uso em manter oponentes políticos do ex-presidente Yahya Jammeh.

## Aspectos
Inaugurada em 1920 pelas autoridades coloniais britânicas, a prisão contém uma 'ala de prisão preventiva', onde são mantidos os menores infratores e os que aguardam julgamento, além de uma 'ala de segurança' que abriga presos de alta segurança, incluindo aqueles no corredor da morte, presos políticos, e outros presos condenados. A tortura e outros maus-tratos são recorrentes dentro da ala de segurança da prisão, com alguns presos relatando espancamentos, sem permissão para deixar suas celas por meses seguidos, falta de tratamento médico adequado, que leva à disseminação de doenças, mosquitos e contato proibido com a família. De acordo com um ex-prisioneiro, a maioria dos prisioneiros só tem permissão de quatro visitas de trinta minutos por ano, enquanto para aqueles no corredor da morte não são permitidas, além das mortes serem frequentes, geralmente o resultado de doenças evitáveis.
Durante a presidência de Yahya Jammeh, a Amnesty International disse em seus relatórios anuais que a State Intelligence Service mantém prisioneiros sem contato com o mundo exterior por várias semanas. A Amnesty International também tem conhecimento de maus tratos na prisão.
Logo após a mudança de governo, no início de fevereiro de 2017, o presidente Adama Barrow, o recém-empossado ministro do Interior Mai Ahmad Fatty e o ministro da Justiça Ba Tambadou fizeram uma visita de inspeção à prisão e relataram más condições. As celas foram encontradas superlotadas, úmidas e mal ventiladas. As condições de higiene eram ruins e faltava camas e colchões. Às vezes, os prisioneiros eram forçados a dormir no chão. Fatty anunciou reformas para respeitar os direitos humanos e o Estado de Direito.

## Prisões
Em 2009, dois missionários britânicos foram presos na prisão Mile 2 por acusações de sedição depois de escrever uma carta crítica ao governo. Em 23 de agosto de 2012, nove presos foram condenados a execução por injeção letal por ordem de Yahya Jammeh, incluindo um preso cuja sentença de morte havia sido comutada recentemente para a vida. Estas foram as primeiras execuções a serem realizadas na Gâmbia desde 1981.